# Bythiospeum bourguignati
Bythiospeum bourguignati is een slakkensoort uit de familie van de Hydrobiidae. De wetenschappelijke naam van de soort is voor het eerst geldig gepubliceerd in 1866 door Paladilhe.